# KRO-match 1985
De KRO-match 1985 was een schaakwedstrijd in december 1985 in de Nederlandse KRO-studio tussen Jan Timman en Garri Kasparov. Het was de vierde wedstrijd in een reeks KRO-matches waar Timman het telkens tegen een wereldberoemd schaker opnam.
De match werd gespeeld van 15 t/m 22 december 1985 met rustdagen op 18 en 21 december. Garri Kasparov was toen net een maand eerder in een WK-match tegen Anatoli Karpov wereldkampioen geworden. Op het moment van de match had Kasparov een Elo-rating van 2700 en Timman 2640. Timman verloor de eerste twee partijen, won de derde partij, speelde vervolgens twee keer remise en verloor de laatste partij, waarmee Kasparov de match met 4 - 2 had gewonnen.
In totaal waren 15.000 bezoekers in Studio 1 aan de Hilversumse Emmastraat getuige van de wedstrijden, naast een internationale belangstelling van journalisten en tv-ploegen. Het zou 13 jaar duren eer Timman en Kasparov het terug tegen elkaar zouden opnemen, in een door Bessel Kok in Praag opgezet GMA-toernooi.

## Partij 1: Timman - Kasparov, 15 december 1985, 0 - 1

### Partijverloop
1. e4 e5 2. Pf3 Pc6 3. Lb5 a6 4. La4 Pf6 5. 0-0 Le7 6. Te1 b5 7. Lb3 d6 8. c3 0-0 9. h3 Lb7 10. d4 Te8 11. Pbd2 Lf8 12. a3 h6 13. Lc2 Pb8 14. b4 Pbd7 15. Lb2 g6 16. c4 e×d4 17. c×b5 a×b5 18. P×d4 c6 19. a4 b×a4 20. L×a4 Db6 21. b5 c×b5 22. L×b5 d5 23. T×a8 L×a8 24. Da4 Pc5 25. Da2 Tb8 26. e×d5 P×d5 27. Pc4 Dc7 28. Pe5 Lg7 29. Pec6 L×c6 30. L×c6 Pf4 31. Lb5 T×b5 32. P×b5 Dc6 33. f3 D×b5 34. L×g7 K×g7 35. Da1† Kg8
Zie het diagram. Wit kan remise maken met Da8 en eeuwig schaak of aanval op pion f7. 36. De5? Pfe6 Zwart valt nu met de kleine kwaliteit voorsprong de witte koning aan. 37. Ta1 Db7 38. Dd6 h5 39. Kh1 Kh7 40. Tc1 Da7 41. Tb1 Ng7 42. Tb8 Pce6 43. De5 Pd4 44. Tb1 h4 45. Db8 De7 46. Db4 Df6 47. Df8 Pe2 Wit zet zijn toren onhandig neer. Te1 of een damezet is beter. 48. Td1? Pf5! Nu kan zwart zowel de toren op d1 snel met een paard aanvallen als de witte koning naderen. 49. Db8 Pe3 50. Dd8 Df4 51. Te1 Pf1 en wit gaf op. 

## Partij 2: Kasparov - Timman, 16 december 1985, 1 - 0

### Partijverloop
1. d4 Pf6 2. c4 e6 3. Pf3 b6 4. Pc3 Lb4 5. Lg5 Lb7 6. e3 h6 7. Lh4 g5 8. Lg3 Pe4 9. Pd2 P×c3 10. b×c3 L×c3 11. Tc1 Lb4 12. h4 g×h4 13. T×h4 Ld6 14. Dg4 L×g3 15. D×g3 Pc6 16. d5 Pe7 17. Ld3 d6 18. Dg7 Tg8 19. Dh7 Tf8 20. Pe4 Pf5 21. Th3 De7 22. g4 Ph4 23. Dg7
Zie het diagram. f5 is de beste verdediging voor zwart. 23....0-0-0? Wit wint nu het paard op h4. 24. Pf6! e×d5 25. c×d5 Kb8 26. T×h4 L×d5 27. g5 L×a2? Zwart kon zich met h×g nog enigszins verdedigen. 28. g×h6 d5 29. h7 Da3 30. Td1 Th8 31. Pg8 Lb3 32. Ta1 Dc5 33. D×h8 d4 34. T×d4 Dc3† 35. Ke2 en zwart gaf op. 

## Partij 3: Timman - Kasparov, 17 december 1985, 1 - 0
Deze partij was de eerste nederlaag voor Kasparov na het behalen van de wereldtitel.

### Partijverloop
1. e4 e5 2. Pf3 Pc6 3. Lb5 a6 4. La4 Pf6 5. O-O Le7 6. Te1 b5 7. Lb3 d6 8. c3 O-O 9. h3 Lb7 10. d4 Te8 11. Pg5 Tf8 12. Pf3 Te8 13. Pbd2 Lf8 14. a3 h6 15. Lc2 Pb8 16. b4 Pbd7 17. Lb2 g6 18. c4 e×d4 19. c×b5 a×b5 20. P×d4 c6 21. a4 b×a4 22. L×a4 Db6 23. Pc2 Dc7 24. Lb3 La6 25. Tc1 Lg7 26. Pe3 Lb5 27. Pd5 P×d5 28. L×g7 K×g7 29. e×d5 Pe5 30. Pe4 Pd3 31. Dc2 Ta3 32. Pf6 T×e1† 33. T×e1 K×f6 34. Dc3† Pe5 35. f4
Zie het diagram. Zwart kan met Kg7 een gelijkwaardige stand houden. 35....La4? 36. f×e5 d×e5 Wit maakt de weg voor zijn loper naar f7 open.  37. d6! D×d6 38. Df3† Ke7 39. D×f7† Kd8 40. Td1 Ta1? Het dameoffer D×d1 L×d1 en Ta1 is een strohalm.  41. Df6† en zwart gaf op.

## Partij 4: Kasparov - Timman, 19 december 1985, ½ - ½

### Partijverloop
1. d4 Pf6 2. c4 e6 3. Pf3 b6 4. Pc3 Lb4 5. Lg5 Lb7 6. e3 h6 7. Lh4 g5 8. Lg3 Pe4 9. Dc2 L×c3† 10. b×c3 d6 11. Ld3 f5 12. d5 Pc5 13. h4 g4 14. Pd4 Df6 15. 0-0 Pba6 16. P×e6 P×e6
Zie het diagram. Kasparov offert een stuk voor een aanval met pionnenjacht. 17. L×f5 Pg7 18. Lg6† Kd7 19. f3 Taf8 20. f×g4 De7 21. e4 Kc8 22. Dd2 Kb8 23. T×f8† T×f8 24. D×h6 Lc8 25. Te1 L×g4 26. c5 Df6 27. c×d6 Lh5 28. e5 D×g6 29. D×g6 L×g6 Zwart staat twee stukken voor maar moet ze teruggeven om wit van promotie af te houden. 30. e6 Pc5 31. d7 P×d7 32. e×d7 Td8 33. Te6 Lh5 34. Le5 T×d7 35. Th6 Lf7 36. L×g7 L×d5 37. Le5 L×a2 38. h5 Kb7 39. g4 Lc4 40. g5 a5 41. g6 Td5 42. Lf4 Tf5 43. Lg3 a4 44. Th7 Tc5 45. h6 a3 46. Te7 a2 47. Te1 Th5 48. h7 Ld3 49. Ta1 L×g6 50. T×a2 T×h7 Zwart heeft een pluspion maar kan er niet mee winnen. 51. Kf2 Td7 52. Ke2 Td5 53. Ta4 c5 54. Tf4 Le8 55. Ke3 Td1 56. Te4 Lb5 57. c4 Ld7 58. Ke2 Tg1 59. Te7 T×g3 60. T×d7† Ka6 61. Kd2 Ka5 62. Td6 en remise overeengekomen. 

## Partij 5: Timman - Kasparov, 20 december 1985, ½ - ½

### Partijverloop
1. e4 e5 2. Pf3 Pc6 3. Lb5 a6 4. L×c6 d×c6 5. 0-0 f6 6. d4 Lg4 7. d×e5 D×d1 8. T×d1 f×e5 9. Td3 Ld6 10. Pbd2 b5 11. b3 Pe7 12. Lb2 Pg6 13. g3 0-0 14. Kg2 c5 15. c4 Tab8
Zie het diagram. 16. a4? Wit verliest een pion. 16....b×c4 17. P×c4 L×f3† 18. T×f3 T×f3 19. K×f3 T×b3† 20. Ke2 Kf7 21. Kd2 Ke6 22. Lc3 Pe7 23. f4 e×f4 24. Kc2 T×c3†  Zwart moet een kwaliteit offeren om e5 met stukverlies te voorkomen.  25. K×c3 f×g3 26. P×d6 c×d6 27. h×g3 h5 28. Tf1 Pc6 29. Tf8 g5 30. Tf5 h4 31. T×g5 h×g3 32. T×g3 Ke5 33. Te3 Kf4 34. Td3 Pd4 en remise overeengekomen.

## Partij 6: Kasparov - Timman, 22 december 1985, 1 - 0

### Partijverloop
1. d4 Pf6 2. c4 e6 3. Pf3 b6 4. Pc3 Lb4 5. Lg5 Lb7 6. e3 h6 7. Lh4 g5 8. Lg3 Pe4 9. Dc2 L×c3† 10. b×c3 d6 11. Ld3 f5 12. d5 Pc5 13. h4 g4 14. Pd4 Df6 15. 0-0 P×d3 16. D×d3 e5 17. P×f5 Lc8
Zie het diagram. Kasparov offert weer een stuk voor aanvalskansen. 18. Pd4 e×d4 19. c×d4 Df5 20. e4 Dg6 21. Dc3 0-0 22. Tfe1 Pd7 23. e5 Lb7 24. Te3 Zwart staat goed na bijvoorbeeld Tae8 maar komt door hyperactief spel steeds minder te staan.  24....b5? 25. Da5 Pb6? Eerst d×e5 d×e5 was beter om wit geen open e-lijn te geven. 26. D×b5 Dc2 27. e×d6 c×d6 28. Te7 Tf7 29. T×f7 K×f7 30. c5 Dc4 31. Db1 D×d5? Kg7 was de taaiste verdediging. Wit komt nu met een beslissende koningsaanval. 32. Dh7† Kf6 33. D×h6† Kf7 34. Df4† Kg8 35. D×g4† Kh7 36. Lf4 Lc8 37. Dg3 d×c5 38. Te1 Df7 39. Dg5 Pd5 40. Dh6† Kg8 41. Re5 en zwart gaf op. 